# Korppisaari (ö i Norra Karelen)
Korppisaari är en ö i Finland. Den ligger i sjön Pielisjärvi och i kommunen Lieksa i den ekonomiska regionen  Pielinen-Karelen  och landskapet Norra Karelen, i den östra delen av landet, 400 km nordost om huvudstaden Helsingfors. Öns area är 2,4 hektar och dess största längd är 230 meter i sydväst-nordöstlig riktning.